# Julianus
Julianus – rodzaj płazów bezogonowych z podrodziny Hylinae w rodzinie rzekotkowatych (Hylidae).

## Zasięg występowania
Rodzaj obejmuje gatunki występujące we wschodniej i południowo-wschodniej Brazylii (stany Bahia, Minas Gerais, Rio Grande do Sul i Santa Catarina), Urugwaju i w północno-wschodniej Argentynie (prowincje Misiones i Corrientes).

## Systematyka

### Etymologia
Julianus (Juliana): Julián Faivovich (ur. 1975), argentyński herpetolog

### Podział systematyczny
Do rodzaju należą następujące gatunki:
- Julianus camposseabrai (Bokermann, 1968)
- Julianus fontanarrosai (Baldo, Araujo-Vieira, Cardozo, Borteiro, Leal, Pereyra, Kolenc, Lyra, Garcia, Haddad & Faivovich, 2019)
- Julianus pinimus (Bokermann & Sazima, 1973)
- Julianus uruguayus (Schmidt, 1944)